# 자오신
자오신(Shanghai Zhaoxin Semiconductor Co., Ltd.; /ˈʒaʊʃən/, 중국어: 兆芯; 병음: Zhàoxīn [ʈʂâu ɕín])은 2013년 비아 테크놀로지스와 상하이시 정부 간의 합작 투자로 설립된 팹리스 반도체 회사이다. 이 회사는 x86 호환 데스크톱 및 노트북 CPU를 제조한다. 자오신이라는 용어는 백만 코어를 의미한다. 프로세서는 주로 중국 시장을 위해 만들어졌다. 이 벤처는 외국 기술에 대한 중국의 의존도를 줄이려는 시도이다.

## 같이 보기
- 반도체 산업
- 룽손
- 페이텅
- Sunway